# Giuliano Giuliani
Giuliano Giuliani (Roma, Italia, 29 de septiembre de 1958 - Bolonia, Italia, 14 de noviembre de 1996) fue un futbolista italiano. Jugó de portero.

## Trayectoria
Se formó en el Arezzo, debutando en el primer equipo en 1976. 
Hizo su debut en Serie A con el Como, en la temporada 1980/81. En 1985 fue transferido al Verona.
En 1988 fue contratado por el Napoli, con el que logró una Copa de la UEFA (1988/89) y un Scudetto (1989/90). Concluyó su carrera en el Udinese (1993).
Falleció de sida el 14 de noviembre de 1996, con solo 38 años de edad.

## Selección nacional
Ha sido internacional con la Selección de fútbol de Italia. Con la Selección Olímpica participó en los Juegos Olímpicos de Seúl 1988.

## Clubes

### Como jugador
| Club             | País   | Año         |
| ---------------- | ------ | ----------- |
| AC Arezzo        | Italia | 1976 - 1980 |
| Calcio Como      | Italia | 1980 - 1985 |
| Hellas Verona FC | Italia | 1985 - 1988 |
| SSC Napoli       | Italia | 1988 - 1990 |
| Udinese Calcio   | Italia | 1990 - 1993 |

## Palmarés

### Campeonatos nacionales
| Título  | Club       | País   | Año         |
| ------- | ---------- | ------ | ----------- |
| Serie A | SSC Napoli | Italia | 1989 - 1990 |

### Copas internacionales
| Título          | Club       | País   | Año         |
| --------------- | ---------- | ------ | ----------- |
| Copa de la UEFA | SSC Napoli | Italia | 1988 - 1989 |